# Alysicarpus
Genre
Alysicarpus est un genre de plantes à fleurs dicotylédones de la famille des Fabaceae, sous-famille des Faboideae, originaire d'Afrique, d'Asie et d'Australie, qui comprend une trentaine d'espèces acceptées.

## Liste d'espèces
Selon Catalogue of Life (23 octobre 2018) :
- Alysicarpus brownii Schindl.
- Alysicarpus bupleurifolius (L.)DC.
- Alysicarpus ferrugineus A.Rich.
- Alysicarpus gamblei Schindl.
- Alysicarpus glumaceus (Vahl)DC.
- Alysicarpus hamosus Edgew.
- Alysicarpus hendersonii Schindl.
- Alysicarpus heterophyllus (Baker)Jafri & Ali
- Alysicarpus heyneanus Wight & Arn.
- Alysicarpus longifolius (Spreng.)Wight & Arn.
- Alysicarpus ludens Backer
- Alysicarpus luteovexillatus Naik & Pokle
- Alysicarpus mahabubnagarensis Ragh.Rao & al.
- Alysicarpus misquitei S.M.Almeida & M.R.Almeida
- Alysicarpus monilifer (L.)DC.
- Alysicarpus naikianus Pokle
- Alysicarpus ovalifolius (Schum.)Leonard
- Alysicarpus polygonoides Romariz
- Alysicarpus prainii Schindl.
- Alysicarpus pubescens J.S.Law
- Alysicarpus quartinianus A.Rich.
- Alysicarpus roxburghianus Thoth. & A.Pramanik
- Alysicarpus rugosus (Willd.)DC.
- Alysicarpus salim-alii S.M.Almeida & M.R.Almeida
- Alysicarpus saplianus Pokle
- Alysicarpus scariosus (Spreng.)Thwaites
- Alysicarpus sedgwickii S.M.Almeida & M.R.Almeida
- Alysicarpus tetragonolobus Edgew.
- Alysicarpus timoriensis Span.
- Alysicarpus vaginalis (L.)DC.
- Alysicarpus yunnanensis Y.C.Yang & P.H.Huang
- Alysicarpus zeyheri Harv.